# Rock River (Wyoming)
Rock River es un pueblo ubicado en el condado de Albany en el estado estadounidense de Wyoming . En el año 2010 tenía una población de 245 habitantes y una densidad poblacional de 40.16 personas por km². 

## Geografía
Rock River se encuentra ubicado en las coordenadas 41°43′54.51″N 105°58′30.54″O / 41.7318083, -105.9751500. Según la Oficina del Censo, la localidad tiene un área total de 6,1 km² (2,4 mi²), de la cual 6,1 km² (2,4 mi²) es tierra y 0 km² (0 mi²) (0.0%) es agua.

### Localidades adyacentes
El siguiente diagrama muestra a las localidades en un radio de 72 kilómetros (44,7 mi) de Rock River.

## Demografía
En el 2000 la renta per cápita promedia del hogar era de $24.306, y el ingreso promedio para una familia era de $31.250. El ingreso per cápita para la localidad era de $11.602. En 2000 los hombres tenían un ingreso per cápita de $25.250 contra $18.125 para las mujeres. Alrededor del 24.20% de la población estaba bajo el umbral de pobreza nacional.